# Геймер (герб)
Геймер (пол. Hejmer) — польский дворянский герб.

## Описание
В серебряном поле три лилии с голубыми цветками, воткнутые в сердце.
В навершии шлема, дворянскою короною прикрытого, две трубы, правая красная, а левая голубая. Герб Геймер внесен в Часть 2 Гербовника дворянских родов Царства Польского, стр. 215.

## Герб используют
Герб сей вместе с потомственным дворянством ВСЕМИЛОСТИВЕЙШЕ пожалован Приемщику Мариампольского Уездного Казначейства Вильгельму-Ивану Егорьеву сыну Геймеру, на основании статьи 6-й пункта 2-го Положения о дворянстве 1836 года, грамотою ГОСУДАРЯ ИМПЕРАТОРА И ЦАРЯ НИКОЛАЯ I, 1843 года Генваря 12 (24) дня.